# Fanpost 2
Fanpost 2 ist ein von Kollegah am 2. September 2016 veröffentlichter Disstrack an den Rapper Fler. Kollegah veröffentlichte das dazugehörige 18-minütige Video, das eine gespielte Gefangennahme von Fler mit anschließender Hinrichtung zeigt, via YouTube und lud es parallel auch über andere Plattformen hoch. Regie führte Daniel Zlotin. Nur 15 Minuten nach Veröffentlichung wurde es per einstweiliger Verfügung gelöscht. Das Video verschwand aber nicht von der Plattform, sondern wurde von mehreren Usern wieder hochgeladen.

## Hintergrund

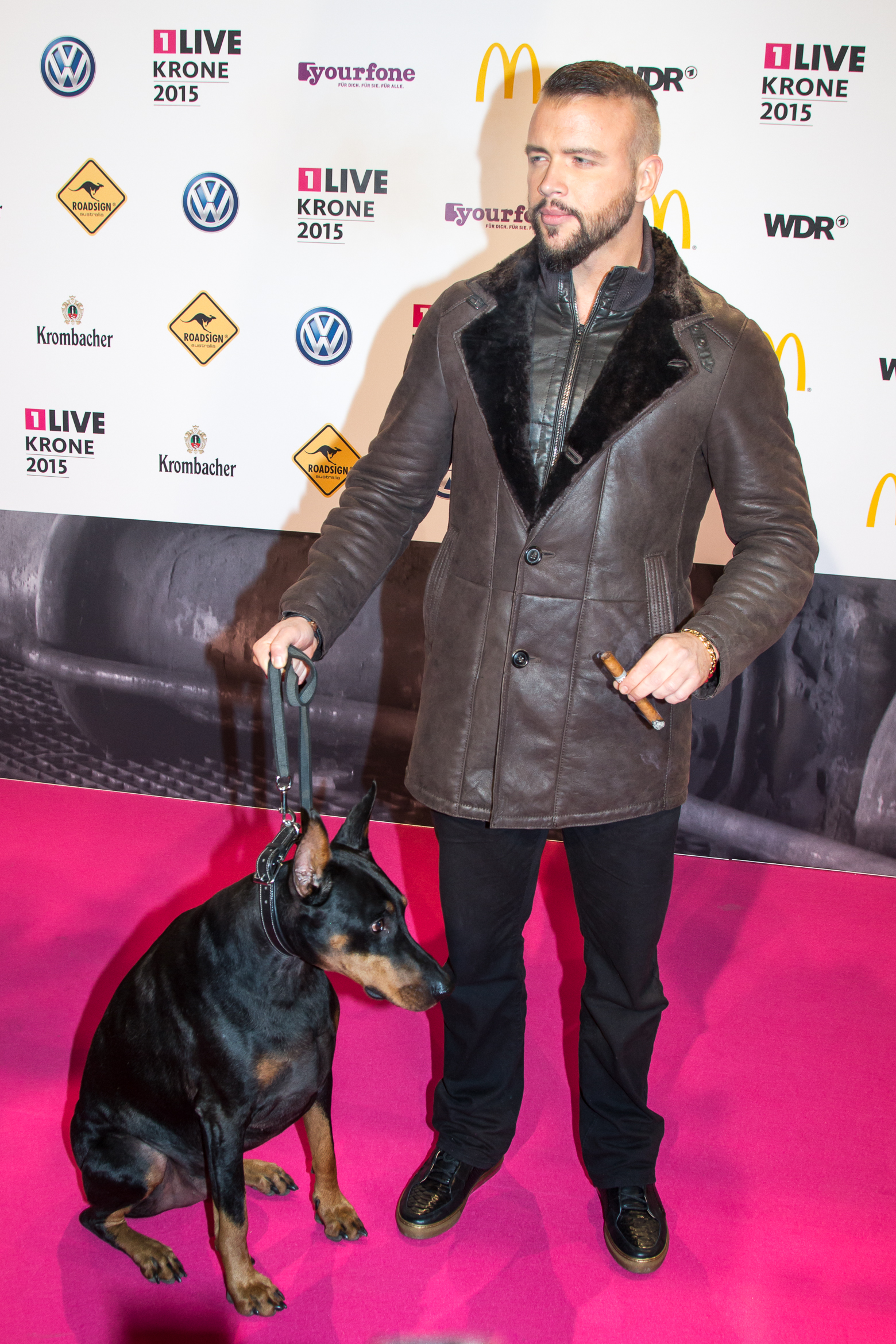
Kollegah nannte sogar seinen Dobermann-Rüden „Fler“

Der Beef (eine lyrische, aber auch oftmals schwerwiegende Auseinandersetzung im Hip-Hop) zwischen Kollegah und Fler geht auf das Jahr 2009 zurück. Auslöser war der Track Westdeutschlands Kings von Kollegah, Farid Bang und Favorite vom Sampler Chronik 2 des Labels Selfmade Records, in dem Kollegah und Favorite Fler, Sido sowie Kitty Kat dissen, die damals noch zum gerade in Auflösung befindlichen Independent-Label Aggro Berlin gehörten. Fler und Kitty Kat antworteten mit dem Track Früher wart ihr Fans, auf dem sie sich Unterstützung von Silla holten. Weiter ging es dann mit Kollegahs Track Fanpost und Flers Antwort Schrei nach Liebe. Anschließend wurde der Beef immer wieder durch wechselseitige Erwähnungen in Liedern, Interviews oder Videos am Leben gehalten, wobei hier insbesondere Kollegah und Farid Bang ihre Freude daran hatten, Fler zu provozieren. So klingelten sie an seiner Wohnungstür oder forderten eine Auseinandersetzung in Berlin.
Fler veröffentlichte am 27. Mai 2016 seine Extended Play Bewährung vorbei, auf der einige Disses an Kollegah zu finden waren. So degradierte er ihn auf dem Eröffnungstrack Reality Check „zum aufmuckenden Youtube-Photoshopper […], der sich an Fler hochgezogen [habe] und mit Bodyguards zum Treffpunkt [komme]“.
Kollegah entschied sich für eine großangelegte Antwort. Er schrieb nicht nur den Track Fanpost 2 als Fortsetzung des ersten Titels, sondern ließ auch noch ein Video präsentieren und kündigte eine Veröffentlichung für den 2. September 2016 an. Dabei handelte es sich um den Tag, an dem Flers neuestes Album Vibe erschien. Gleichzeitig nutzte Kollegah das Video zur Promotion seines für Dezember 2016 angekündigten Albums Imperator.

## Video und Text
Ähnlich wie bei Bushidos Disstrack gegen Kay One Leben und Tod des Kenneth Glöckler sind Video und Text eine Einheit. Die Produktion des Videos übernahm ebenfalls die Kölner Videoproduktionsfirma StreetCinema. Der Beat für das Lied stammt von Hookbeats & Phil Fanatic, Undercover Molotov und Beatbrothers. Er ist durchgängig düster gehalten und mit Chören unterlegt. Das Lied ist dreigeteilt durch zwei von Kollegah gesprochene Passagen, die dem Beatwechsel dienen. Textlich beginnt es mit einer Zusammenfassung von Flers Leben, seinem Aufwachsen als Heimkind und Graffitisprayer bis hin zu seiner Rapkarriere sowie seine Versuche als Labelchef von Maskulin und als Modedesigner. Dabei wird er von Kollegah als Versager dargestellt. Ein großer Teil des Textes sowie des Videos nimmt dazu Bezug auf die sogenannte „Karottenstory“, bei der Fler angeblich von Konkurrenten aus der Sprayer-Szene Karotten in den Anus geschoben wurden. Erwähnt werden außerdem Wegbereiter und ehemalige Kollegen von Fler wie Bushido, Aggro Berlin, Kay One, Sentino, Laas Unltd., Animus und Silla.
Genüsslich werden auch die Fehltritte von Fler aufgezählt. So der ständige Wechsel bei seinem Label, eine Anzeige von Julian Zietlow, eine angebliche Affäre seiner Frau mit dem Fußballstar Jérôme Boateng, sein gescheitertes Modelabel, die fälschlichen Gerüchte um eine Konvertierung zum Islam sowie Versuche, sich bei Bushido anzubiedern. Bezüge zum Kollegah-Fler-Beef werden ebenso gelegentlich eingestreut.
Das Video zeigt Kollegah, wie er den beerdigten Fler ausgräbt und wiederbelebt. Anschließend wird Fler in eine Irrenanstalt gesperrt, wo ihm Karottensuppe verabreicht und er gezwungen wird, Kollegahs Track zu hören. Nachdem ihm kurz die Flucht gelingt, wird er wieder festgehalten und sein Martyrium geht weiter. Am Ende wird er mit Benzin übergossen, bevor ihm von Kollegah mit einer Kettensäge die Arme abgetrennt werden und er daraufhin angezündet wird. Für die Aufnahmen wurde ein Fler-Double engagiert, das dem Rapper ziemlich ähnlich sieht.

## Veröffentlichung
Das Video erschien am 2. September 2016 wie angekündigt um Punkt 18 Uhr. Fler ließ das Video innerhalb der ersten 15 Minuten sperren und gab an, dies sei geschehen, weil ihn die Lines gegen seine Mutter und seine Frau störten. In dieser kurzen Zeit war das Video allerdings von vielen Fans bereits runtergeladen worden und wurde immer wieder über verschiedene Kanäle, unter anderem Vimeo, Facebook oder YouTube erneut hochgeladen. Zudem lag bereits nach einer knappen Stunde eine annähernd komplette Transkription über die Plattform Genius.com vor.

## Rezeption
Durch die Löschung des Videos können keine genauen Abrufzahlen angegeben werden, da sich diese auf verschiedene Reuploads und inzwischen wieder gesperrte Seiten beziehen. Gerüchteweise ging man von ca. 100.000 Views in den ersten sieben Minuten aus.
Das Video erregte die Aufmerksamkeit von Mainstream-Medien wie der Online-Ausgabe der Gala oder Focus Online. Für die Hip-Hop-Zeitschrift Juice handelt es sich um einen inszenierten Beef, von dem beide Parteien profitieren:

„Der Streit der beiden ist mittlerweile so sehr zu einer Art Daily Soap verkommen (?), dass viele auf eine Fortsetzung warten. […] Der Beef ist zu einer Karikatur seiner selbst geworden. Man hört zu, lacht, fühlt sich unterhalten, hat aber längst nicht mehr das Gefühl, dass da zwei Leute wirklich aufeinander losgehen wollen. Schließlich würde man sich dann nicht sieben Jahre in der Öffentlichkeit streiten, sondern es wäre tatsächlich längst etwas passiert. […] Denn viele der Neugierigen würden abspringen, sobald ein Streit verpackt in Reime in Gewalt eskaliert. Das wissen vermutlich auch Fler und Kollegah. Diese knapp 20 aufwändig inszenierten Minuten sind dementsprechend bloße Unterhaltung für zwischendurch. Angst machen sie keinem mehr, wirklich ernstgenommen werden sie nicht. Ist doch super.“

Das Musikmagazin Laut.de ging etwas weiter und bezeichnete das Lied als „[e]ine über 18 Minuten hinweg feuernde Hasstirade über Fler […] und bei weitem das Schlechteste, was man von Mr. Bosshaft gehört hat.“
Bei den vom Hip-Hop Magazin Juice abgehaltenen Juice Awards 2016 erreichte Fanpost 2 den zweiten Platz in der Kategorie Grösste Peinlichkeit.